# Ploumilliau
Ploumilliau [plumijo] , Plouilio en breton, est une commune française du département des Côtes-d'Armor, dans la région Bretagne. Ses habitants s'appellent les Milliautais et les Milliautaises.
Ploumilliau est assez célèbre pour sa statue de l'Ankou, conservée dans l'église du bourg, et pour les animations de Noël du village Keraudy.

## Géographie

### Situation
Le bourg de Ploumilliau n'est pas en situation littorale (c'est d'ailleurs une caractéristique commune à de nombreuses paroisses anciennes de la région comme Guimaëc, Plestin, Plougasnou, Ploulec'h, etc., probablement par crainte des pirates saxons les plous se sont établis à une certaine distance de la côte) mais situé sur un plateau, à plus d'un kilomètre de la mer.
La commune de Ploumilliau est située dans la partie trégorroise du département des Côtes-d'Armor (c'est-à-dire au nord-ouest). Commune étendue, elle dispose d'une petite partie littorale au nord (entre la plage de Pont-Roux et la pointe du Dourven) qui l'ouvre sur l'embouchure du Léguer, au cœur de la Baie de Lannion, et plus globalement sur la Manche. Au nord-ouest, Ploumilliau enclave pratiquement la commune de Trédrez-Locquémeau.
Cependant la commune est avant-tout rurale. À l'est, son territoire s'insère entre Ploulec'h et Ploubezre et est délimité par le ruisseau du Pontol. À l'ouest, c'est le Kerdu qui la sépare de Saint-Michel-en-Grève. Au sud, en direction de Plouaret, la commune englobe le village de Keraudy.
| Trédrez-Locquémeau    | Ploulec'h   |           |
| Saint-Michel-en-Grève | Ploumilliau | Ploubezre |
| Plouzélambre          |             | Plouaret  |

### Keraudy / Keraodi
Le village de Keraudy est situé à l'extrémité sud du territoire. Le nom de cet écart est formé à partir du mot ker, signifiant « village » en breton, auquel est associé l'anthroponyme Audy, également attesté sous la forme Ody dès le XVIe siècle. Keraudy a été le siège d'un établissement des Hospitaliers de l'ordre de Saint-Jean de Jérusalem dépendant de la commanderie de Pont-Melvez. Une maison attenante au cimetière, existant encore, portait ainsi le nom de L'Hôpital. Elle était également dénommée, selon Bernard Tanguy, Le Temple de Saint-Jean, saint à qui était dédiée l'église de Keraudy avant de passer sous le patronage de la Vierge. Trève de la paroisse de Ploumilliau depuis 1653, Keraudy a été rattaché à la commune de Ploumilliau vers 1790 (avant le 16 février 1791 selon Régis Le Saulnier de Saint-Jouan), puis érigé en paroisse en 1851. Cependant, le village n'a jamais été une commune à part entière.
Réputé pour son charme, il s'anime tous les deux ans pour les fêtes de fin d'année où sont alors installées de nombreuses illuminations et des cabanes abritant des mises en scène qui évoquent l'univers du conte.[réf. nécessaire]

### Hydrographie
Pour un article plus général, voir Réseau hydrographique des Côtes-d'Armor.
La commune est située dans le bassin Loire-Bretagne. Elle est drainée par le Kerlouzouen, le Kerdu, le Pontol, le Porz al Lan et le ruisseau de Coat trédrez,,.
Le Kerlouzouen, d'une longueur de 14 km, prend sa source dans la commune de Plouaret et se jette  dans le Léguer à Lannion, après avoir traversé cinq communes. 

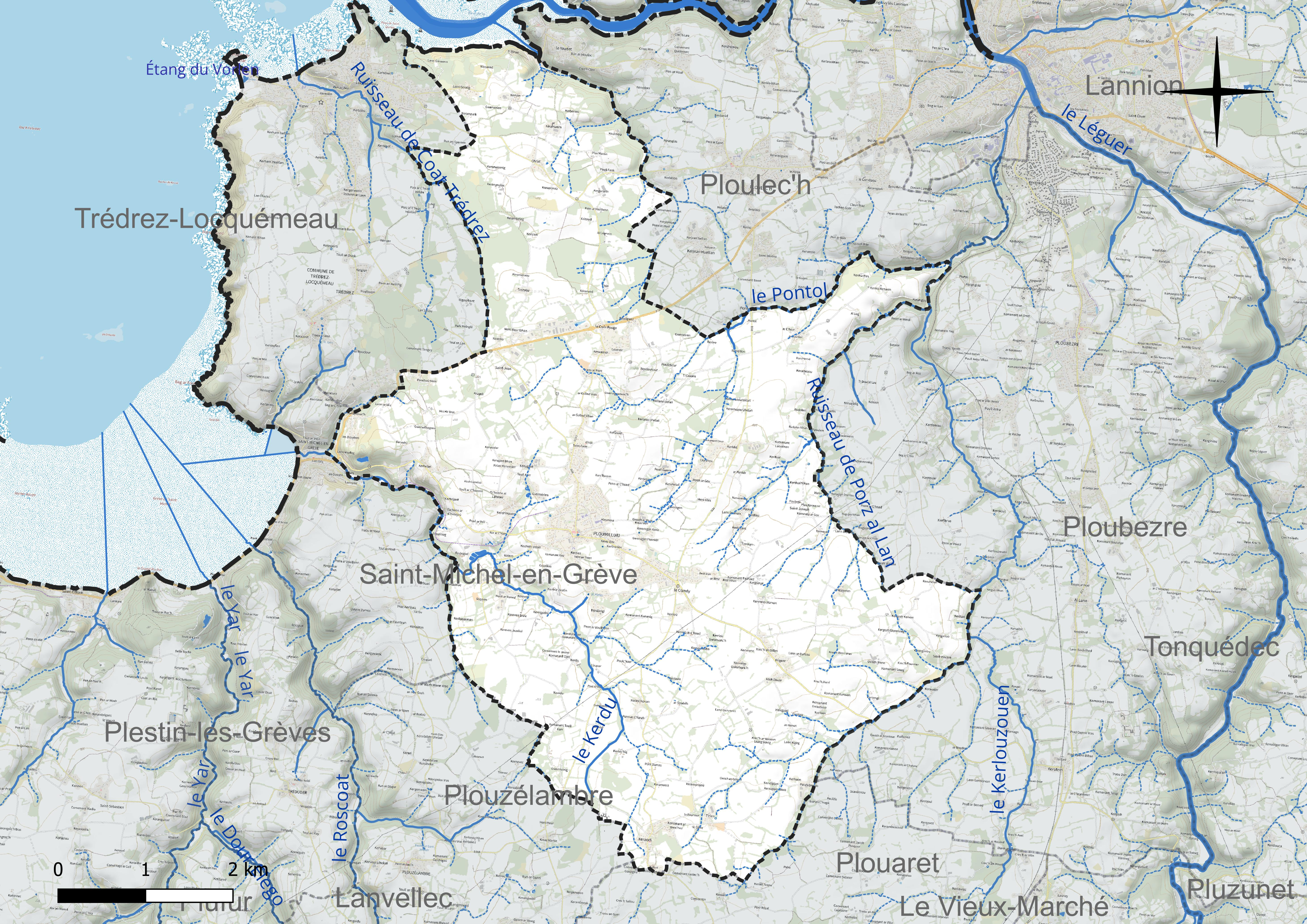
Réseau hydrographique de Ploumilliau.

### Climat
Pour des articles plus généraux, voir Climat de la Bretagne et Climat des Côtes-d'Armor.
En 2010, le climat de la commune est de type climat océanique franc, selon une étude du CNRS s'appuyant sur une série de données couvrant la période 1971-2000. En 2020, Météo-France publie une typologie des climats de la France métropolitaine dans laquelle la commune est exposée à un climat océanique et est dans la région climatique  Finistère nord, caractérisée par une pluviométrie élevée, des températures douces en hiver (6 °C), fraîches en été et des vents forts. Parallèlement l'observatoire de l'environnement en Bretagne publie en 2020 un zonage climatique de la région Bretagne, s'appuyant sur des données de Météo-France de 2009. La commune est, selon ce zonage, dans la zone « Littoral », exposée à un climat venté, avec des étés frais mais doux en hiver et des pluies moyennes.  
Pour la période 1971-2000, la température annuelle moyenne est de 11,2 °C, avec  une amplitude thermique annuelle de 10,4 °C. Le cumul annuel moyen de précipitations est de 956 mm, avec 15,1 jours de précipitations en janvier et 8,1 jours en juillet. Pour la période 1991-2020, la température moyenne annuelle observée sur la station météorologique la plus proche, située sur la commune de Lannion à 8 km à vol d'oiseau, est de 11,6 °C et le cumul annuel moyen de précipitations est de 929,5 mm,. Pour l'avenir, les paramètres climatiques de la commune estimés pour 2050 selon différents scénarios d'émission de gaz à effet de serre sont consultables sur un site dédié publié par Météo-France en novembre 2022.

## Urbanisme

### Typologie
Au 1er janvier 2024, Ploumilliau est catégorisée commune rurale à habitat dispersé, selon la nouvelle grille communale de densité à 7 niveaux définie par l'Insee en 2022.
Elle est située hors unité urbaine. Par ailleurs la commune fait partie de l'aire d'attraction de Lannion, dont elle est une commune de la couronne,. Cette aire, qui regroupe 40 communes, est catégorisée dans les aires de 50 000 à moins de 200 000 habitants,.
La commune, bordée par la Manche, est également une commune littorale au sens de la loi du 3 janvier 1986, dite loi littoral. Des dispositions spécifiques d’urbanisme s’y appliquent dès lors afin de préserver les espaces naturels, les sites, les paysages et l’équilibre écologique du littoral, tel le principe d'inconstructibilité, en dehors des espaces urbanisés, sur la bande littorale des 100 mètres, ou plus si le plan local d’urbanisme le prévoit.

### Occupation des sols
L'occupation des sols de la commune, telle qu'elle ressort de la base de données européenne d’occupation biophysique des sols Corine Land Cover (CLC), est marquée par l'importance des territoires agricoles (89,4 % en 2018), en diminution par rapport à 1990 (91,5 %). La répartition détaillée en 2018 est la suivante : 
zones agricoles hétérogènes (56,7 %), terres arables (32,7 %), forêts (5,2 %), zones urbanisées (4 %), milieux à végétation arbustive et/ou herbacée (1 %), zones humides côtières (0,4 %). L'évolution de l’occupation des sols de la commune et de ses infrastructures peut être observée sur les différentes représentations cartographiques du territoire : la carte de Cassini (XVIIIe siècle), la carte d'état-major (1820-1866) et les cartes ou photos aériennes de l'IGN pour la période actuelle (1950 à aujourd'hui).

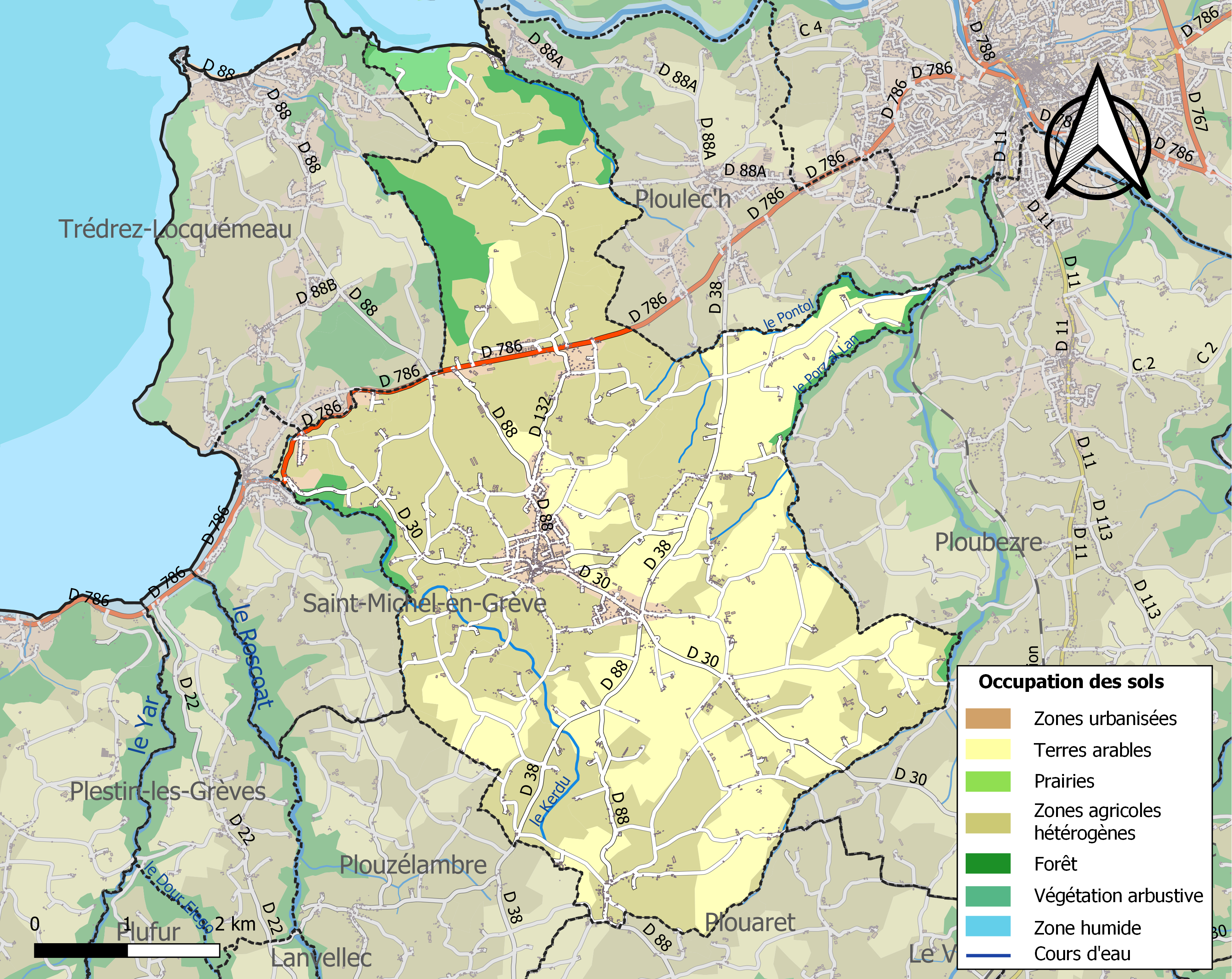
Carte des infrastructures et de l'occupation des sols de la commune en 2018 (CLC).

## Toponymie
Le nom de la localité est attesté sous les formes ecclesia de Ploemyliau fin XIVe siècle, Ploumilliau en 1426, Ploemiliau en 1481.
Ploumilliau est pour Plou-Méliau et signifie « paroisse de Méliau », Ce personnage éponyme, *Méliau ou *Miliau, n'a peut-être rien à voir avec un quelconque saint Miliau.
Cette commune est une ancienne paroisse dont le nom est formé à partir des mots plou-, signifiant paroisse en breton, et Méliau (saint Méliau , comte et roi de Cornouaille au VIe siècle). Ploumilliau a une petite façade maritime, au nord, à Pont-Roux (Baie de La Vierge).

## Histoire

### Préhistoire et Antiquité
Les Menhirs du Clandy (néolithique), les souterrains de l'Âge du fer de Saint-Jean et de Kerhélary, les traces de fortifications romaines du Roudoulou, attestent l'ancienneté de la présence humaine à Ploumilliau.

### Les Templiers et les Hospitaliers
Paroisse de l'Évêché de Tréguier, elle n'est mentionnée pour la première fois qu'à la fin du XIVe siècle. Bien que son nom n'apparaisse pas dans les chartes de 1160 et de 1182 énumérant les possessions des Hospitaliers de l'ordre de Saint-Jean de Jérusalem et des Templiers en Bretagne, ces deux ordres étaient présents en plusieurs points de la paroisse, notamment à Keraudy, à Christ, et au Mouster.

### Révolution française
La paroisse, devenue commune, a élu sa première municipalité au début de l'année 1790.

### LeXXesiècle

#### Les guerres duXXesiècle
Le monument aux Morts porte les noms de 173 soldats morts pour la patrie :
- 142 sont morts durant la Première Guerre mondiale.
- 30 sont morts durant la Seconde Guerre mondiale.
- 1 est mort hors conflit.

### LeXXIesiècle
C'est aujourd'hui une commune dynamique, avec de nombreux commerces, artisans et services.

### Héraldique
| Blason | Blasonnement : D'argent au léopard de sable surmonté de trois coquilles du même rangées en chef. |

### Démographie
L'évolution du nombre d'habitants est connue à travers les recensements de la population effectués dans la commune depuis 1793. Pour les communes de moins de 10 000 habitants, une enquête de recensement portant sur toute la population est réalisée tous les cinq ans, les populations de référence des années intermédiaires étant quant à elles estimées par interpolation ou extrapolation. Pour la commune, le premier recensement exhaustif entrant dans le cadre du nouveau dispositif a été réalisé en 2007.

En 2022, la commune comptait 2 460 habitants, en évolution de −1,09 % par rapport à 2016 (Côtes-d'Armor : +1,78 %, France hors Mayotte : +2,11 %).
| 1793  | 1800  | 1806  | 1821  | 1831  | 1836  | 1841  | 1846  | 1851  |
| ----- | ----- | ----- | ----- | ----- | ----- | ----- | ----- | ----- |
| 2 760 | 2 540 | 2 788 | 3 128 | 3 100 | 3 363 | 3 496 | 3 480 | 3 480 |

| 1856  | 1861  | 1866  | 1872  | 1876  | 1881  | 1886  | 1891  | 1896  |
| ----- | ----- | ----- | ----- | ----- | ----- | ----- | ----- | ----- |
| 3 553 | 3 650 | 3 763 | 3 528 | 3 581 | 3 308 | 3 531 | 3 115 | 3 074 |

| 1901  | 1906  | 1911  | 1921  | 1926  | 1931  | 1936  | 1946  | 1954  |
| ----- | ----- | ----- | ----- | ----- | ----- | ----- | ----- | ----- |
| 2 754 | 2 871 | 2 885 | 2 686 | 2 551 | 2 407 | 2 297 | 2 125 | 1 800 |

| 1962  | 1968  | 1975  | 1982  | 1990  | 1999  | 2006  | 2007  | 2012  |
| ----- | ----- | ----- | ----- | ----- | ----- | ----- | ----- | ----- |
| 1 772 | 1 735 | 1 865 | 2 100 | 2 223 | 2 173 | 2 449 | 2 489 | 2 481 |

| 2017  | 2022  | - | - | - | - | - | - | - |
| ----- | ----- | - | - | - | - | - | - | - |
| 2 481 | 2 460 | - | - | - | - | - | - | - |

## Patrimoine

### Lieux et monuments
- Menhirs du Clandy : groupe de deux menhirs, peut-être trois, dont un seul est encore debout.

Ploumilliau offre la particularité de posséder deux églises :

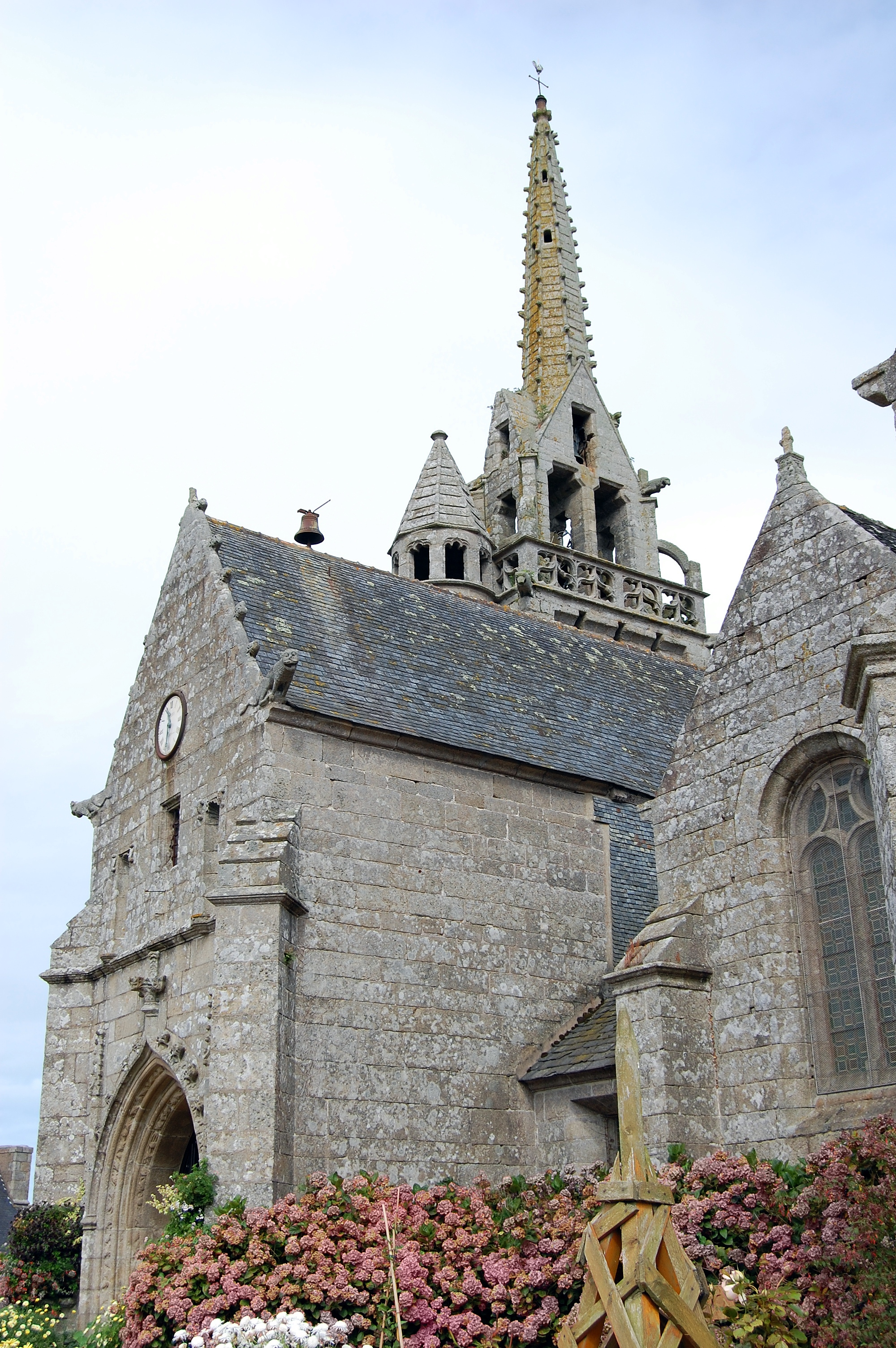
Église Saint-Milliau de Ploumilliau

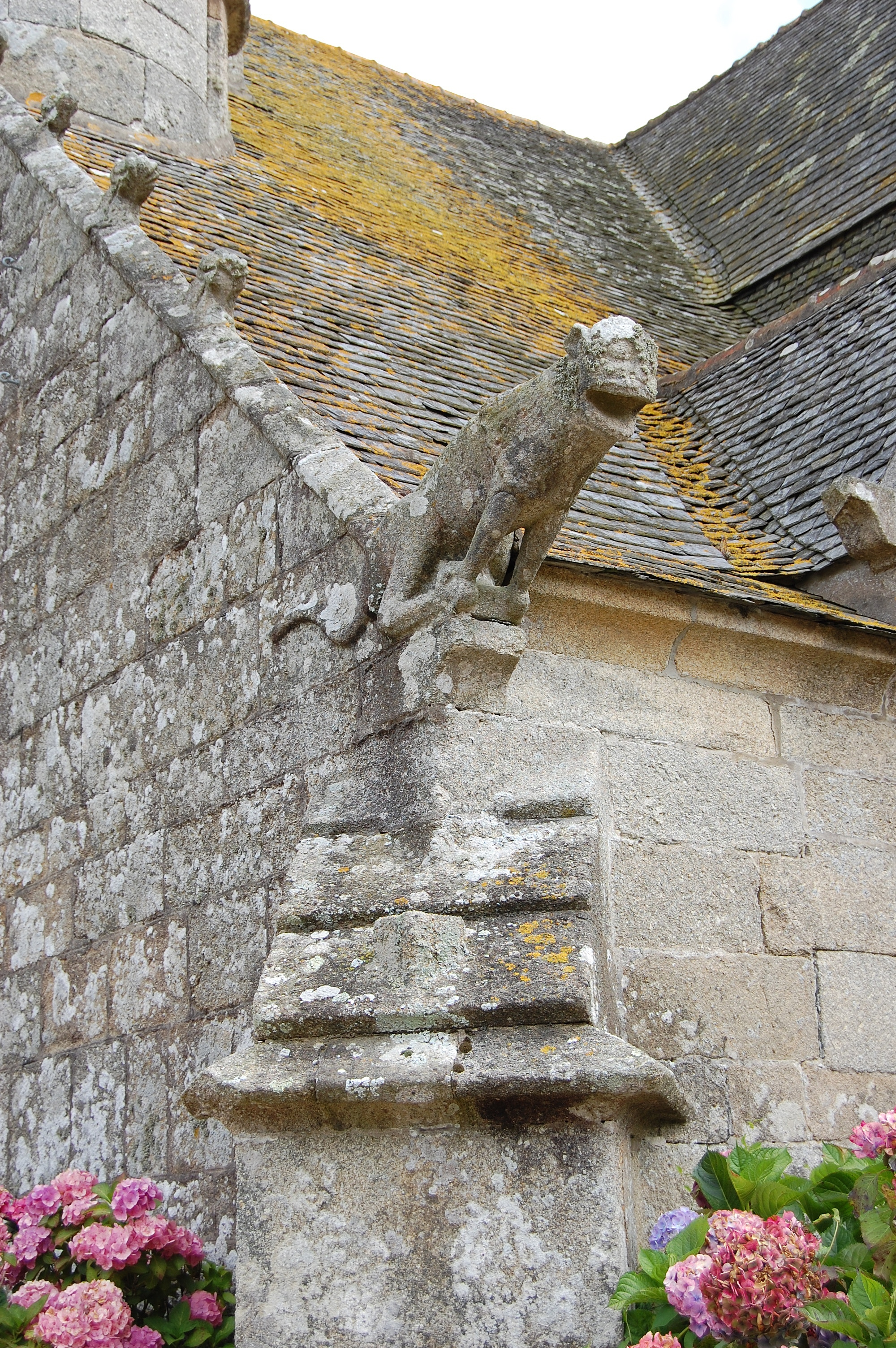
Gargouille de l'église Saint-Milliau

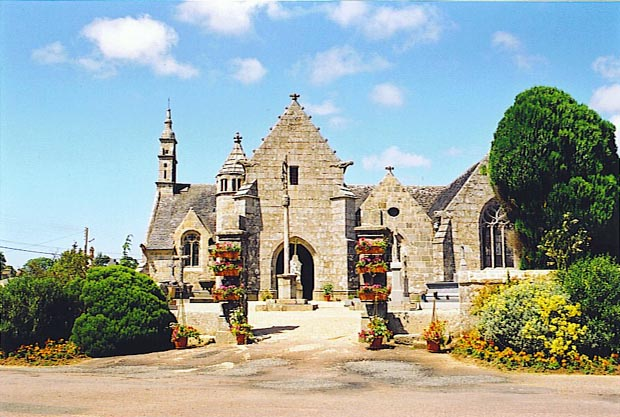
L'église de Keraudy.

- l'église Saint-Milliau (début XVIe, XVIIe et XIXe siècles)

Saint Milliau, évêque venu d'Irlande au Ve siècle, devenu le saint patron de la paroisse, a donné son nom à l'Île Milliau, au large de Trébeurden sur laquelle il aurait débarqué et à la commune de Locquémeau, son ancien ermitage. À découvrir entre autres à l’intérieur : la statue de l’Ankou (voir ci-dessous) et les treize panneaux de la Passion. L’église est classée monument historique en 1921.

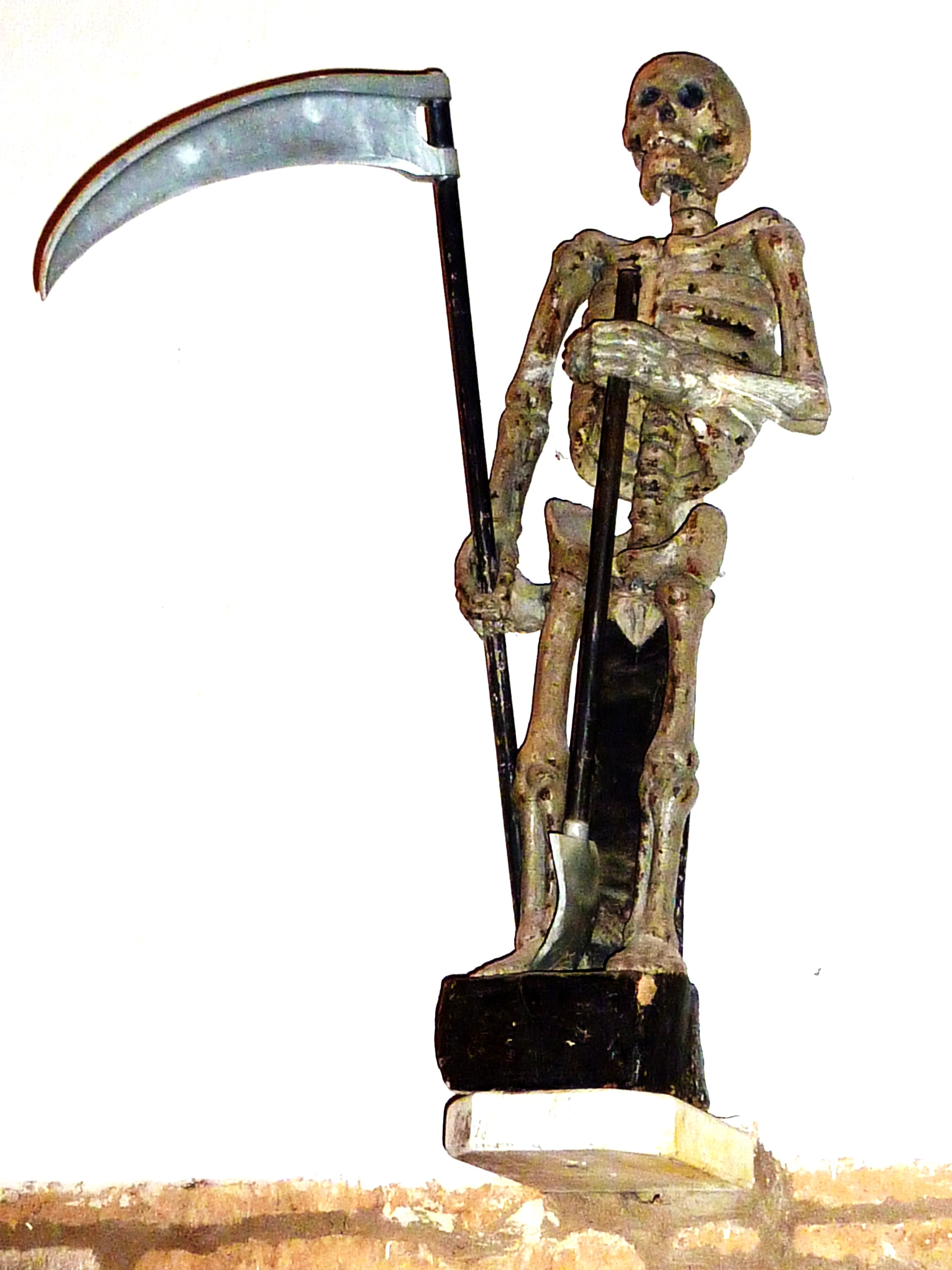
Église paroissiale Saint-Milliau : la statue de l' Ankou
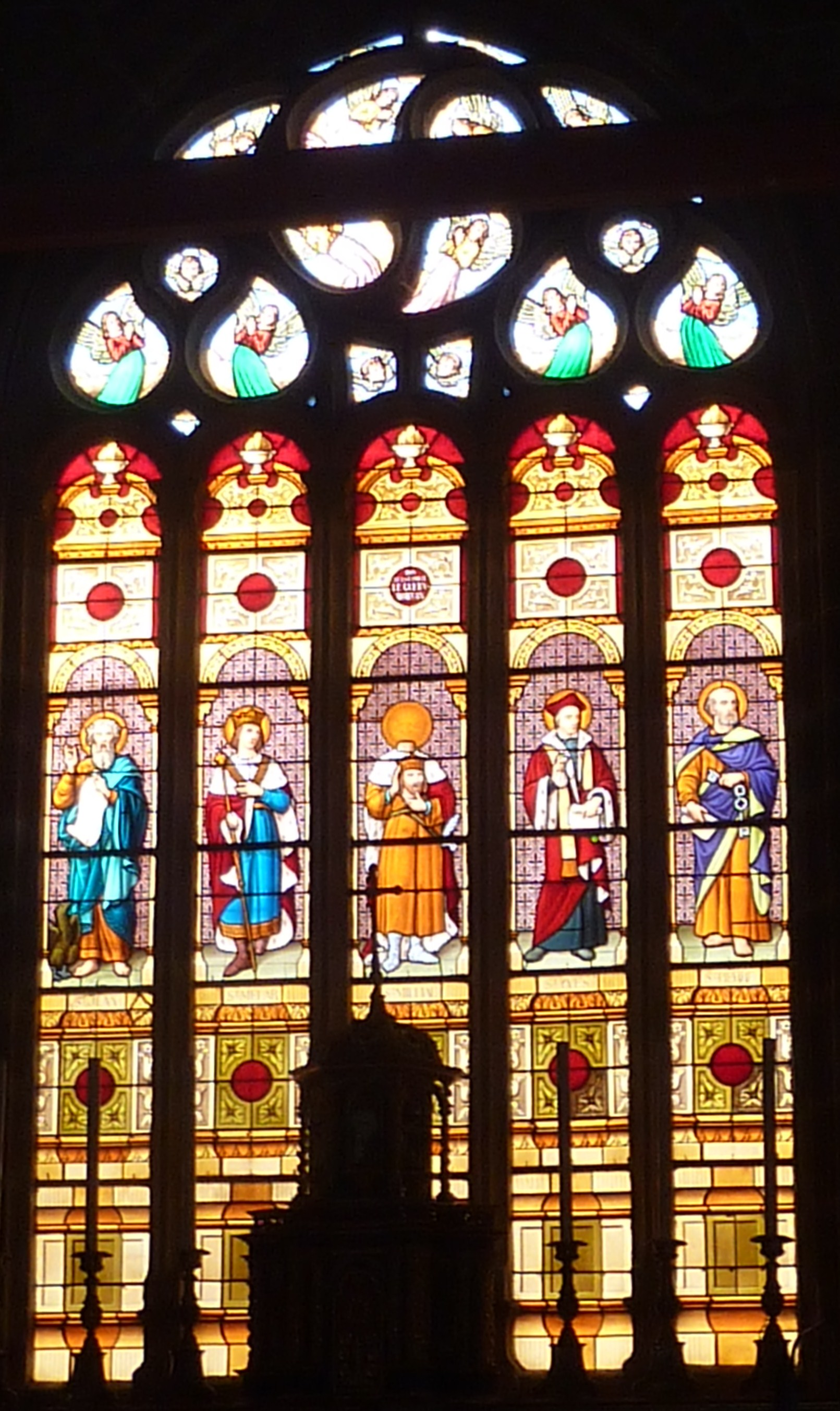
Église paroissiale Saint-Milliau : maîtresse-vitre (dont la représentation au centre du vitrail de saint Milliau)
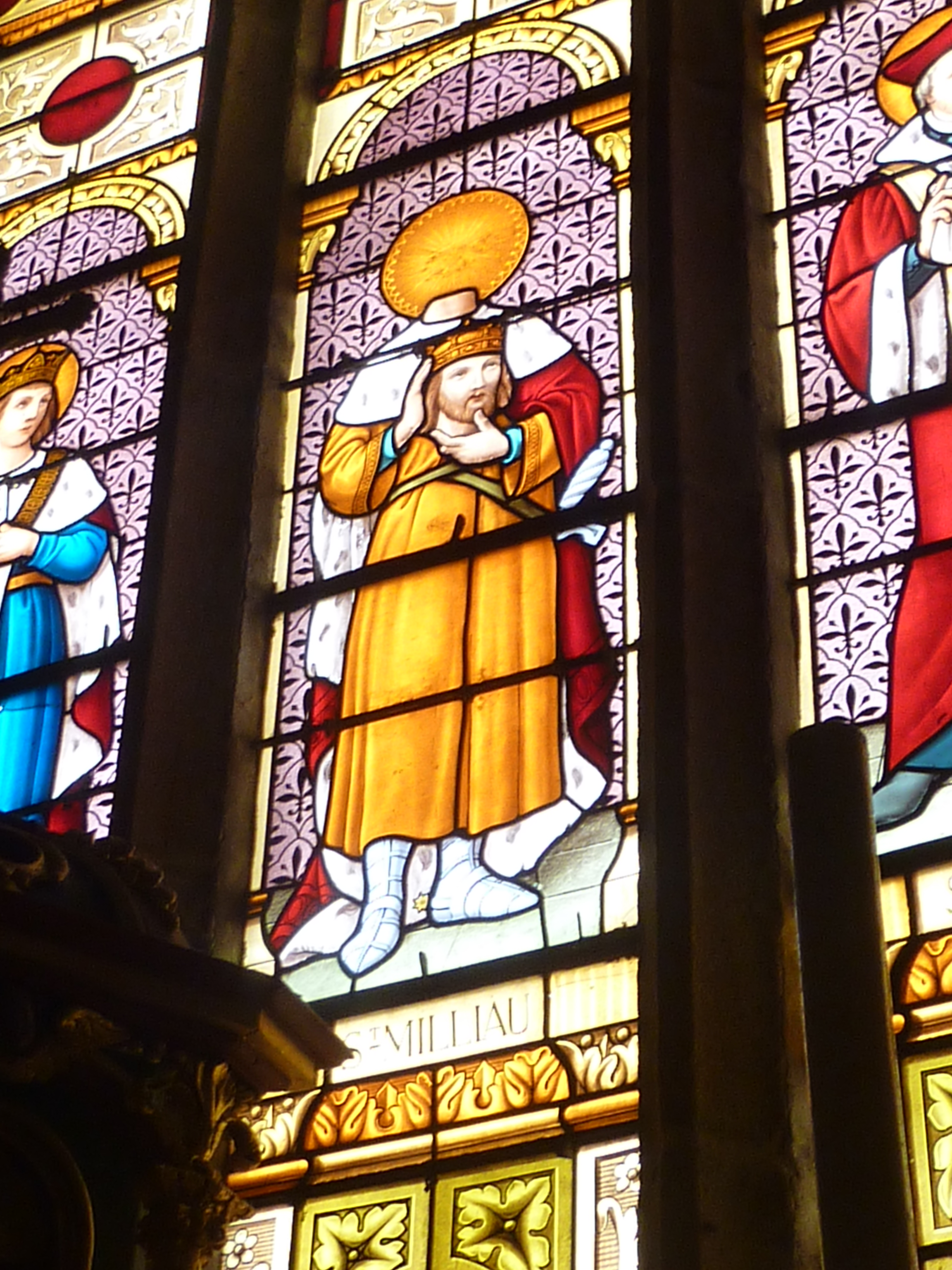
Église paroissiale Saint-Milliau : maîtresse-vitre, saint Milliau portant sa tête tranchée
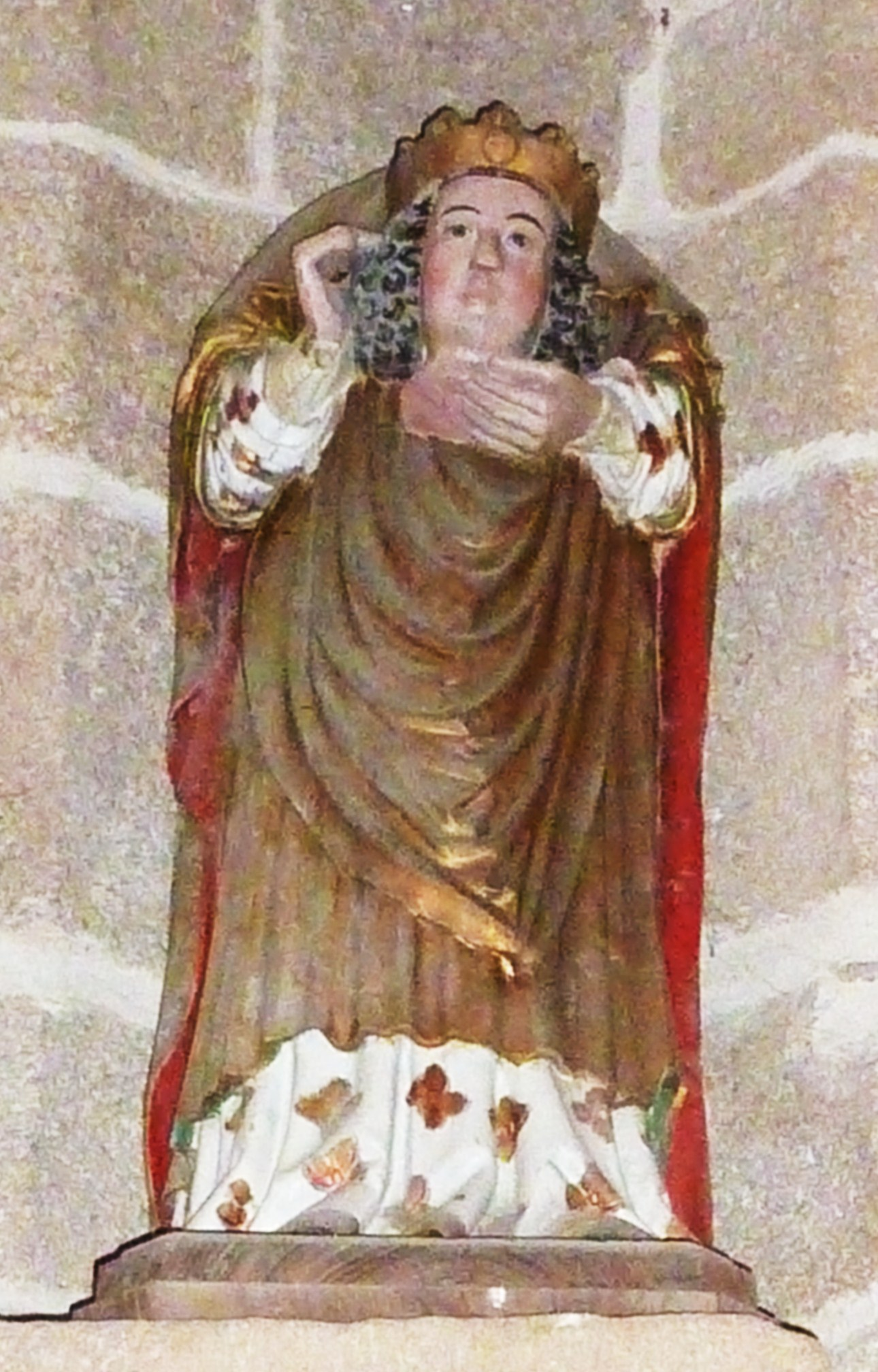
Église paroissiale Saint-Milliau : statue de saint Milliau portant sa tête tranchée
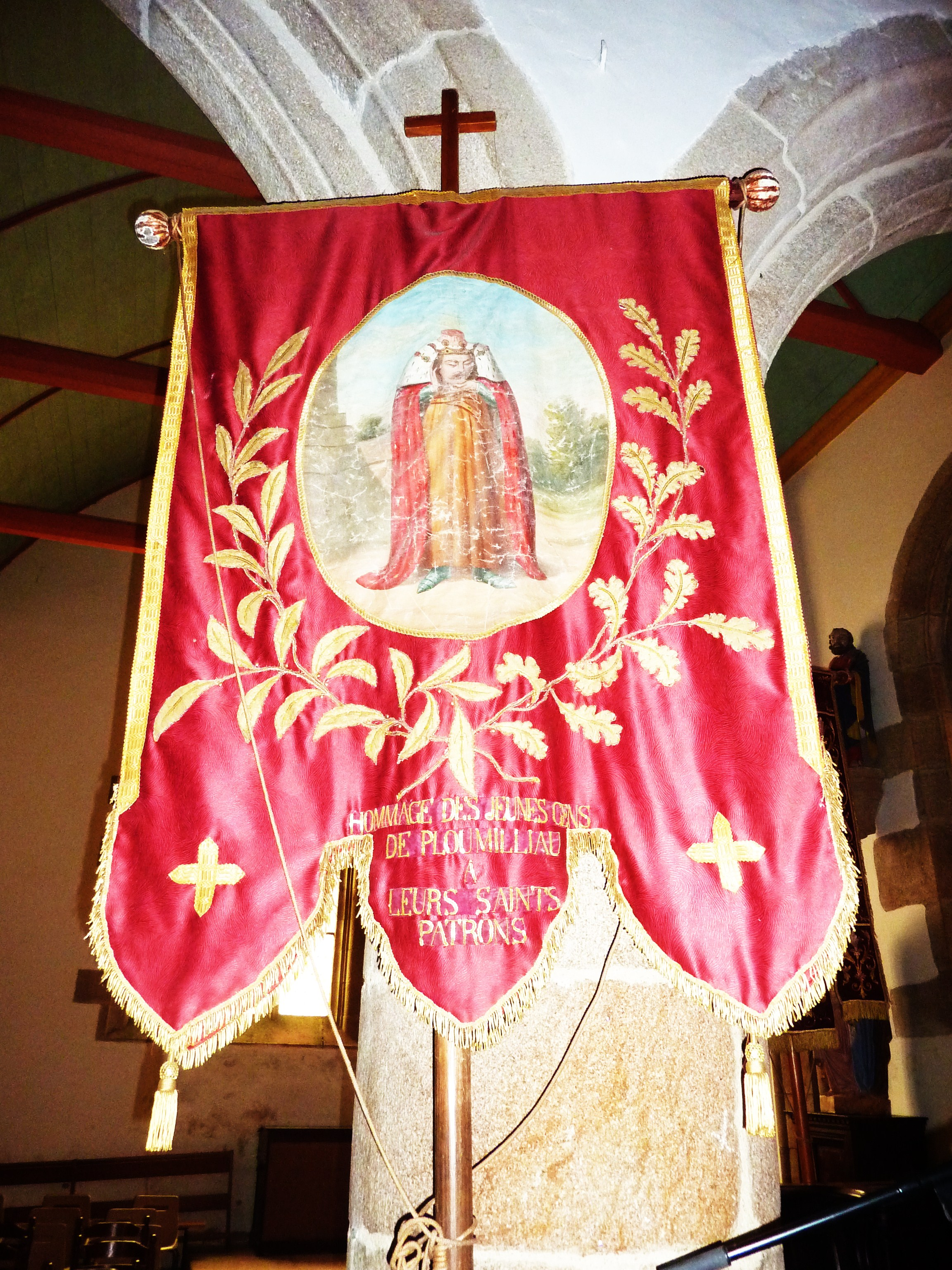
Église paroissiale Saint-Milliau : bannière de procession en l'honneur de saint Milliau
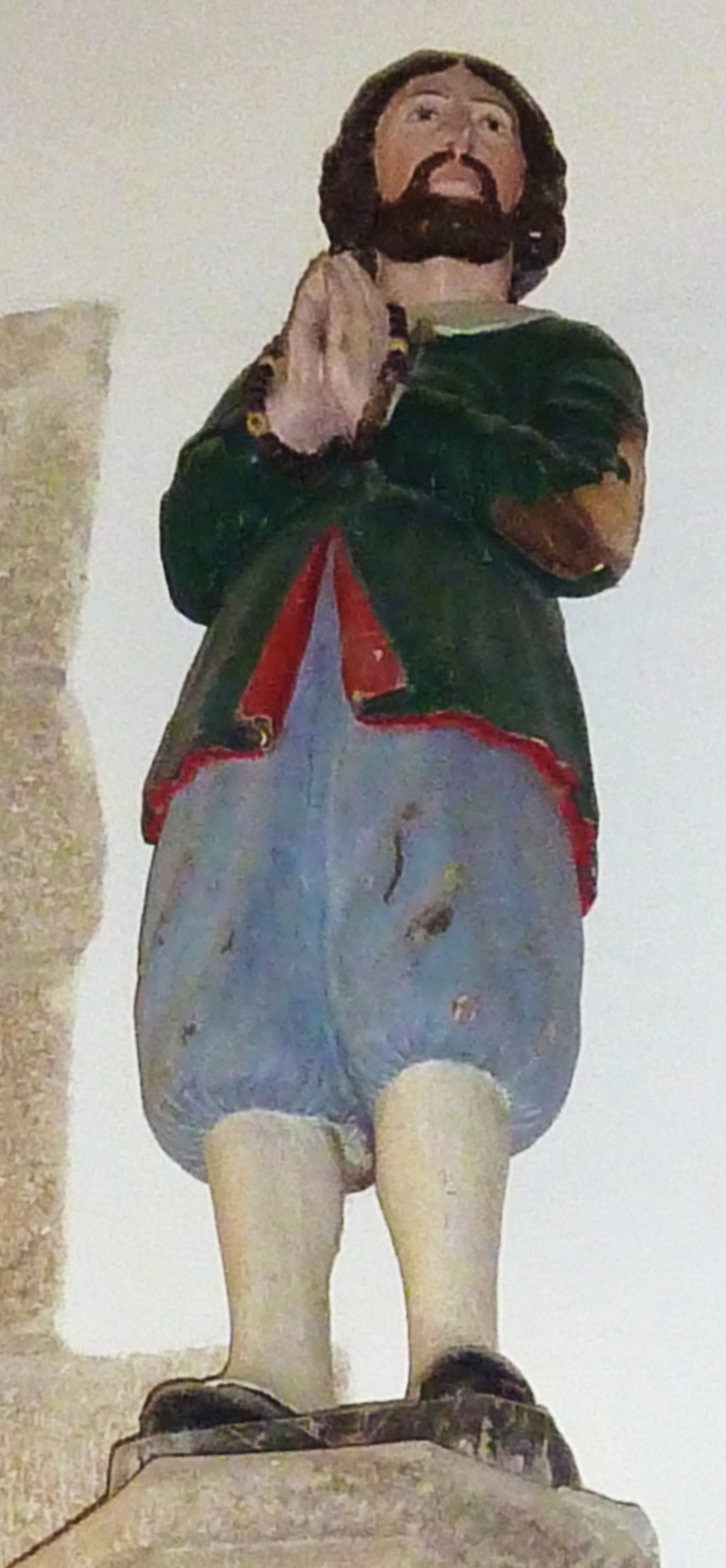
Église paroissiale Saint-Milliau : statue de saint Isidore, patron des laboureurs (en bragou bras)
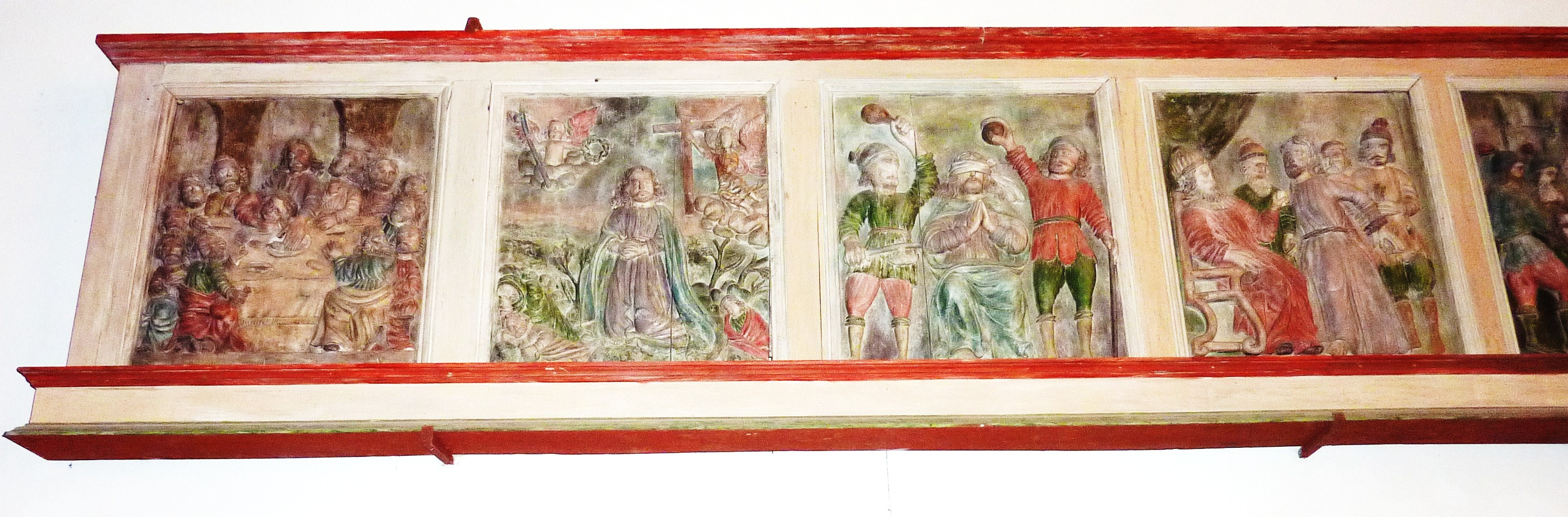
Église paroissiale Saint-Milliau : panneaux polychromes de l'ancien jubé 1
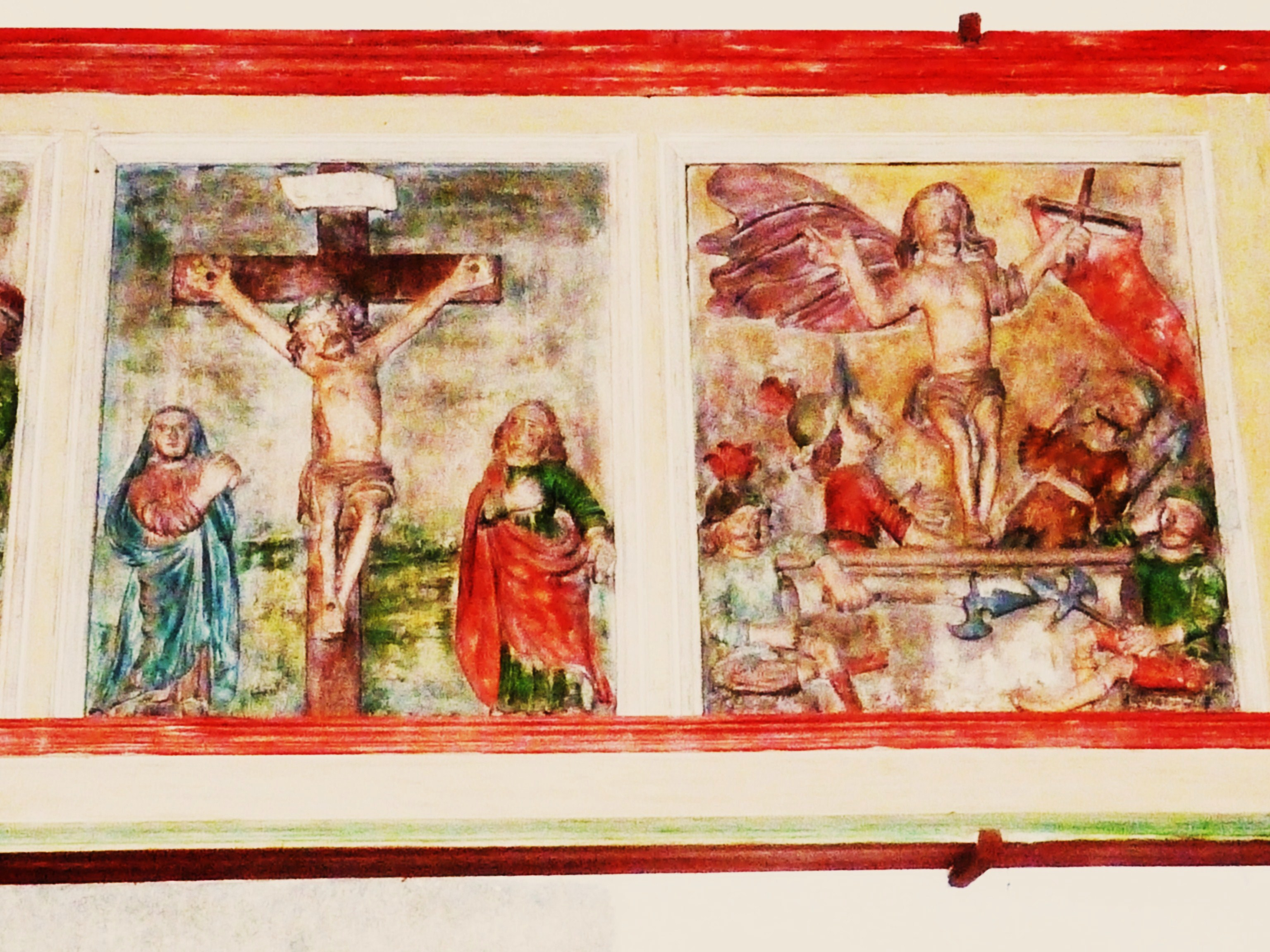
Église paroissiale Saint-Milliau : panneaux polychromes de l'ancien jubé 2
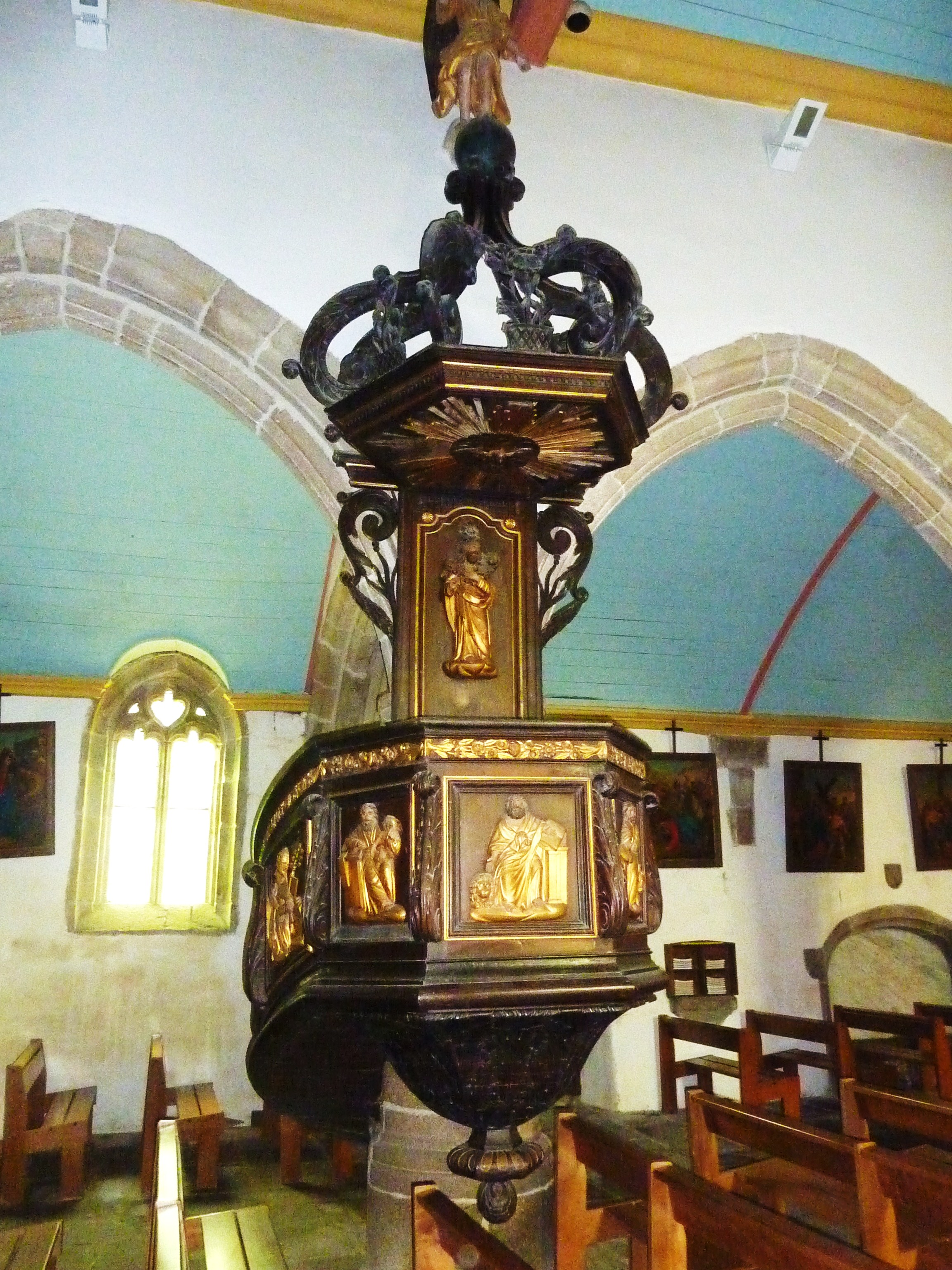
Église paroissiale Saint-Milliau : chaire à prêcher

- l'église de Kéraudy, classée au titre des monuments historiques par arrêté du 16 janvier 1935[37]. (XVIe, XVIIIe et XIXe siècles).
- Chapelle Saint-Cado, inscrite au titre des monuments historiques par arrêté du 20 janvier 1926[38],[39] (XVIIIe siècle)
- Chapelle Christ[40] (XVIIe)
- De nombreuses croix et calvaires disséminés le long des chemins, constituent une partie du patrimoine religieux de Ploumilliau.
  - Calvaire du XVIIIe siècle, inscrit au titre des monuments historiques par arrêté du 14 mai 1925[41].
  - Croix de Kervren, inscrite au titre des monuments historiques par arrêté du 31 mars 1926[42].
  - Croix de Kerverder, inscrite au titre des monuments historiques par arrêté du 22 décembre 1927[43].
- le manoir de l'Isle, inscrit au titre des monuments historiques par arrêté du 9 novembre 2004[44].

- Château de Lanascol[45] (privé), construit au début du XIVe siècle, agrandi aux XVIe et XVIIe siècles par la famille Quemper de Lanascol et racheté en 1920 par Lady Mond. Il est lié à la légende d'une fée, véhiculée par les gwerz et rapportée par Anatole Le Braz : lors d'une tentative de vente du château, celle-ci aurait surenchéri sur le prix, et se faisant reconnaître, aurait fait fuir les membres de l'assistance, empêchant pendant de longues années la vente du château, alors en ruine[46].

### L'Ankou
Les Bretons comme les anciens Celtes considèrent la mort comme le début d'une vie meilleure. Dans les enclos paroissiaux, les ossuaires témoignent de cette relation naturelle avec la mort. Et pourtant, même si la mort est familière en Bretagne, on craint ses ‘‘intersignes’’ annonciateurs. On les retrouve partout dans chaque conte de Bretagne, sous forme d’animaux, bruits, objets ou personnages.
Ainsi l’Ankou, maître de l’au-delà, est un squelette tenant une faux emmanchée à l’envers, il annonce la mort aux vivants dont la dernière heure est venue. En breton ‘‘Anken’’ signifie chagrin, ‘‘Ankoun’’ oubli. Il circule la nuit, debout sur un chariot dont les essieux grincent. Entendre ce bruit ou le croiser en chemin sont les signes annonciateurs de la mort d’un proche. C’est le dernier mort de l’année (ou le premier dans certains villages), qui devient l’Ankou pour l’année suivante.
L’Ankou nous met en garde contre l’oubli de notre fin dernière. Ces sentences sont gravées sur de nombreux  murs d’ossuaires ou d’églises : « Souviens-toi homme que tu es poussière » (La Roche-Maurice), « Pense à mourir, regarde la fin » (Lannédern).
L’Ankou et Ploumilliau :

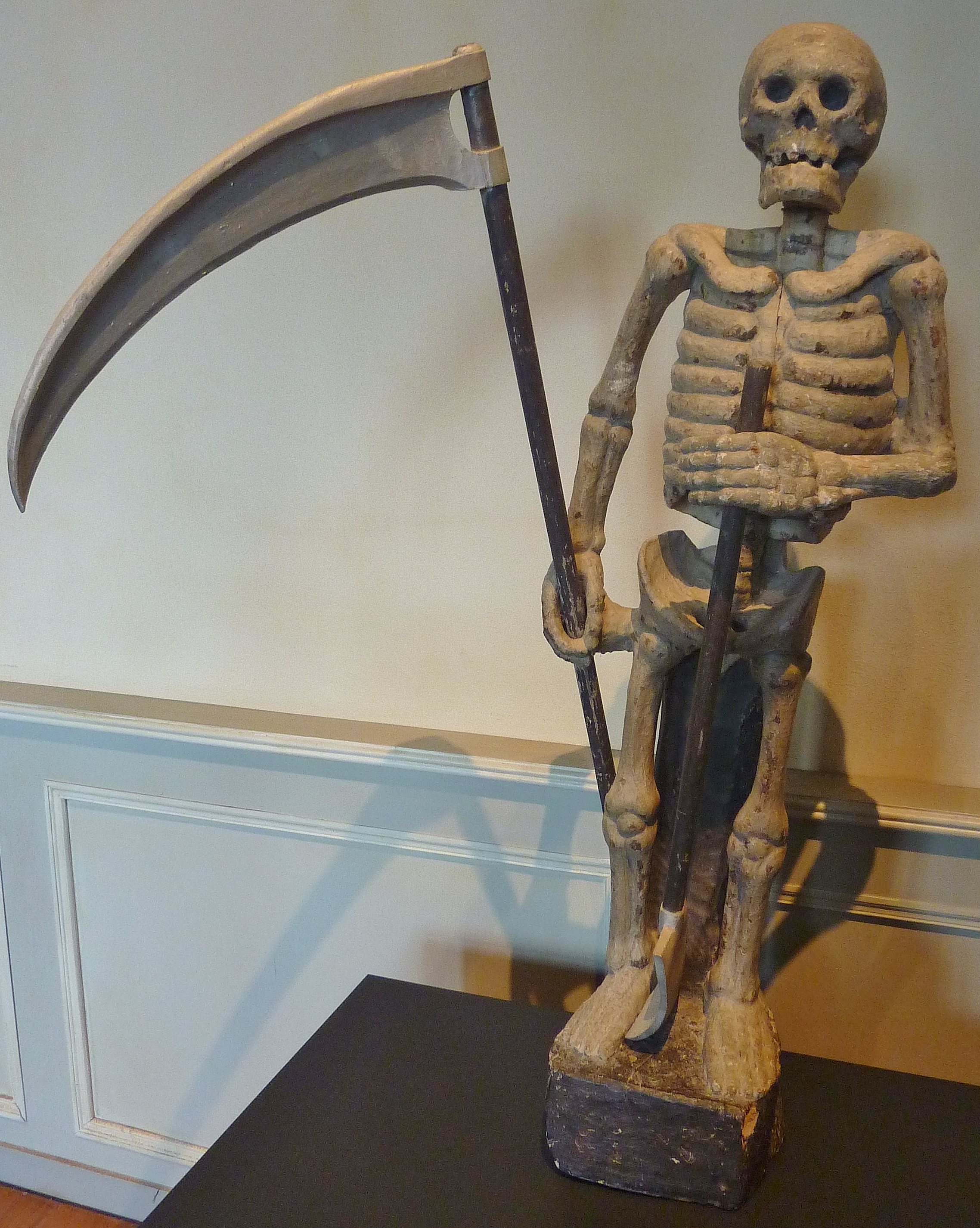
Église paroissiale Saint-Milliau : la statue de l'Ankou

« Fanch ar Floc’h était forgeron à Ploumilliau ... ».
Ainsi commence l’histoire où une certaine veille de Noël, un forgeron travailla fort tard, tandis que sa famille allait à l’église. Le bruit de son marteau sur l’enclume l’empêcha d’entendre les cloches du début de la messe de Noël. Aussitôt après, un étrange visiteur entra dans la forge, demandant qu’un clou soit rivé à son outil. Il exhiba alors une large faux avec le tranchant à l’extérieur. Malgré sa surprise et pressé d’en finir avec ce ténébreux client, le forgeron eut vite fait son ouvrage.
- Maintenant, je vais vous payer, dit l’homme.
- Oh ! ça ne vaut pas qu’on en parle.
- Si ! tout travail mérite salaire. Je ne vous donnerai pas d’argent, mais, ce qui a plus de prix que l’argent et que l’or : un bon avertissement. Allez vous coucher, pensez à votre fin, et, lorsque votre femme rentrera, commandez-lui de vous chercher un prêtre. Le travail que vous venez de faire pour moi est le dernier que vous ferez de votre vie.

L’homme à la faux disparut. Fanch ar Floc’h n’eut que la force de gagner son lit où sa femme le trouva suant les angoisses de la mort.
- Retourne, lui dit-il, me chercher un prêtre.

Au chant du coq, il rendit l’âme, pour avoir forgé la faux de l'Ankou.
(Retrouvez le texte intégral dans le livre intitulé La Légende de la Mort d’Anatole Le Braz)
Simple petite statuette en bois, l’Ankou de Ploumilliau est aujourd’hui la seule statue de ce type encore présente au sein même d’une église. Anatole Le Braz, qui a passé ses premières années à Ploumilliau, ajouta que cette statuette fut la terreur de son enfance. On dit enfin, qu’on ne vient jamais à Ploumilliau sans faire visite à l’Ankou ... une visite des plus courtoises bien sûr !

## Personnalités liées à la commune
- Anatole Le Braz, écrivain (1859-1926).
- Auguste de Villiers de L'Isle-Adam, écrivain (1838-1889).
- Morley Troman, sculpteur (1918-2000).
- Yann-Ber Piriou, poète et écrivain né en 1937.
- Guy Stéphan, footballeur professionnel puis entraîneur, né en 1956.
- Alain Le Bras, peintre (1945-1990)